# Трудолюбово (Крым)
Трудолю́бово (до 1945 года Кара́ч; укр. Трудолюбове, крымскотат. Qaraç, Къарач) — село в Симферопольском районе Республики Крым, входит в состав Чистенского сельского поселения (согласно административно-территориальному делению Украины — Чистенского сельского совета Автономной Республики Крым).

## Население
| 2001 | 2014 |
| ---- | ---- |
| 323  | ↗339 |

Всеукраинская перепись 2001 года показала следующее распределение по носителям языка
| Язык             | Процент |
| ---------------- | ------- |
| русский          | 69,35   |
| крымскотатарский | 27,24   |
| украинский       | 3,1     |
| другие           | 0,31    |

### Динамика численности
| - 1805 год — 122 чел. - 1864 год — 110 чел. - 1886 год — 32 чел. - 1887 год — 186 чел. - 1892 год — 101 чел. - 1902 год — 126 чел. - 1915 год — 141/55 чел. | - 1926 год — 234 чел. - 1939 год — 126 чел. - 1989 год — 317 чел. - 2001 год — 323 чел. - 2009 год — 339 чел. - 2014 год — 339 чел. |

## Современное состояние
В Трудолюбово 4 улицы, площадь, занимаемая селом, 67,6 гектаров, на которой в 99 дворах, по данным сельсовета на 2009 год, числилось 339 жителей.

## География
Село Трудолюбово расположено на юге района, в верхней части долины реки Западный Булганак, в пределах Внешней гряды Крымских гор, высота центра села над уровнем моря 226 м. Село лежит примерно в 13 километрах (по шоссе) от Симферополя, ближайшая железнодорожная станция — Платформа 1473 километра — примерно в 3 км. Соседние сёла: в 1,5 км на северо-восток Трёхпрудное, в 2,5 км к востоку Чистенькое и к западу — Камышинка. Транспортное сообщение осуществляется по региональной автодороге 35Н-528 от шоссе 35Р-001 (по украинской классификации С-0-11334).

## История
Первое документальное упоминание села встречается в Камеральном Описании Крыма… 1784 года, судя по которому, в последний период Крымского ханства Карачь входил в Акмечетский кадылык Акмечетского каймаканства. После присоединения Крыма к России (8) 19 апреля 1783 года, (8) 19 февраля 1784 года, именным указом Екатерины II сенату, на территории бывшего Крымского Ханства была образована Таврическая область и деревня была приписана к Симферопольскому уезду. После Павловских реформ, с 1796 по 1802 год, входила в Акмечетский уезд Новороссийской губернии. По новому административному делению, после создания 8 (20) октября 1802 года Таврической губернии, Карач был включён в состав Эскиординскои волости Симферопольского уезда.
В Ведомости о всех селениях в Симферопольском уезде состоящих с показанием в которой волости сколько числом дворов и душ… от 9 октября 1805 года, в Караче числилось 24 двора, 121 человек крымских татар и 1 цыган. На военно-топографической карте генерал-майора Мухина 1817 года Карач обозначен как Карагач, с 25 дворами. После реформы волостного деления 1829 года Карач, согласно «Ведомости о казённых волостях Таврической губернии 1829 года», передали в состав Яшлавской волости. На карте 1836 года в деревне 22 дворов, как и на карте 1842 года.
В 1860-х годах, после земской реформы Александра II, деревню приписали к Мангушской волости. В «Списке населённых мест Таврической губернии по сведениям 1864 года», составленном по результатам VIII ревизии 1864 года, Карач — владельческая русско-татарская деревня, с 20 дворами, 110 жителями и мечетью при речке Булганаке. По обследованиям профессора А. Н. Козловского начала 1860-х годов, в селении имелось 11 колодцев глубиной 2—2,5 сажени, но вода была солоноватая.  На трёхверстовой карте 1865—1876 года в деревне Карачь 20 дворов. На 1886 год в деревне Карач, согласно справочнику «Волости и важнѣйшія селенія Европейской Россіи», проживало 32 человека в 5 домохозяйствах, действовала мечеть. В «Памятной книге Таврической губернии 1889 года», по результатам Х ревизии 1887 года, записан Карач с 31 двором и 186 жителями, а на подробной карте 1892 года в Караче 24 двора с татарским населением.
После земской реформы 1890-х годов, Карач отнесли к Тав-Бадракской волости. В «…Памятной книжке Таврической губернии на 1892 год» в волости уже числились две деревни, входившие в Биюк-Яшлавское сельское общество: Карач (татарский), в котором числилось 65 жителей в 14 домохозяйствах и Карач (русский) — с 36 жителями в 3 дворах. По «…Памятной книжке Таврической губернии на 1902 год» в деревне Карач 1-й русский, входившей в Биюк-Яшлавское сельское общество, числилось 82 жителя в 12 домохозяйствах, на 944 десятинах земли, а в Караче 2-м татарском, приписанном напрямую к волости — 44 жителя в 3 домохозяйствах, на 52 десятинах. В Статистическом справочнике Таврической губернии 1915 года в Тав-Бадракской волости Симферопольского уезда значатся деревни Карач татарский (20 дворов с татарским населением в количестве 78 человек приписных жителей" и 55 — «посторонних». Во владении было 773 десятины удобной земли, земельные наделы были у всех хозяйств. В хозяйствах имелось 80 лошадей, 60 волов, 30 коров, 30 телят и жеребят и 500 голов мелкого скота) и Карач русский (12 дворов с русским населением в количестве 63 человек приписных жителей". Во владении было 70 десятин удобной земли, земельные наделы были у всех хозяйств. В хозяйствах имелось 30 лошадей, 15 коров, 30 телят и жеребят и 100 голов мелкого скота).
После установления в Крыму Советской власти, по постановлению Крымревкома от 8 января 1921 года была упразднена волостная система и село включили в состав вновь созданного Подгородне-Петровского района Симферопольского уезда, а в 1922 году уезды получили название округов. 11 октября 1923 года, согласно постановлению ВЦИК, в административное деление Крымской АССР были внесены изменения, в результате которых был ликвидирован Подгородне-Петровский район и образован Симферопольский и село включили в его состав. Согласно Списку населённых пунктов Крымской АССР по Всесоюзной переписи 17 декабря 1926 года, в Базарчикском сельсовете Симферопольского района значились 2 деревни — Карач (русский), с 21 двором, 108 жителями (107 русских, 1 татарин), русско-татарской школой и Карач (татарский) — 126 жителей (11 русских, 115 татар). В 1930-х годах произошла реорганизация административного деления, сёла по Альминской долине отошли к Бахчисарайскому району, Карач остался в Симферопольском, выделившись в самостоятельный сельсовет. По данным всесоюзной переписи населения 1939 года в селе проживало 126 человек.
В 1944 году, после освобождения Крыма от фашистов, согласно Постановлению ГКО № 5859 от 11 мая 1944 года, 18 мая крымские татары были депортированы в Среднюю Азию. 12 августа 1944 года было принято постановление № ГОКО-6372с «О переселении колхозников в районы Крыма» и в сентябре 1944 года в район приехали первые новоселы (214 семей) из Винницкой области, а в начале 1950-х годов последовала вторая волна переселенцев из различных областей Украины. 21 августа 1945 года, согласно указу Президиума Верховного совета РСФСР, Карач переименовали в Трудолюбово, а Карачский сельсовет — в Трудолюбовский, видимо, тогда же объединили русское и бывшее татарское сёла. С 25 июня 1946 года в составе Крымской области РСФСР, а 26 апреля 1954 года Крымская область была передана из состава РСФСР в состав УССР. Решением облисполкома от 10 августа 1954 года Трудолюбовский сельсовет упразднили и включили в Чистенский.
Указом Президиума Верховного Совета УССР «Об укрупнении сельских районов Крымской области», от 30 декабря 1962 года Симферопольский район был упразднён и село присоединили к Бахчисарайскому. 1 января 1965 года, указом Президиума ВС УССР «О внесении изменений в административное районирование УССР — по Крымской области», вновь включили в состав Симферопольского. По данным переписи 1989 года в селе проживало 317 человек. С 12 февраля 1991 года село в восстановленной Крымской АССР, 26 февраля 1992 года переименованной в Автономную Республику Крым. С 21 марта 2014 года в составе Крыма аннексировано Россией.